# Långtjärnen (Malungs socken, Dalarna, 669612-139681)
Långtjärnen är en sjö i Malung-Sälens kommun i Dalarna och ingår i Dalälvens huvudavrinningsområde.